# 施耐德电气
施耐德电气（法語：Schneider Electric）是法国一家跨国企业，成立於1836年，也是世界最大能源管理公司、优化解决方案供应商之一，主要产品包括断路器、传感器、控制器等等，为各国能源设施、工业、数据中心及网络、大樓，提供整体解决方案。其中在能源、基础设施、工业过程控制、大樓自动化、数据中心与网络等市场，皆处世界领先地位。
自成立以来，施耐德一直是法国工业先锋之一，在19世纪末，曾是欧洲三大军火厂之一。2008年，施耐德电气全球销售额，达183亿欧元。施耐德電氣的宗旨是：讓所有人都能善用其能源與資源，為所有人建立起進步與永續發展的橋樑。

## 历史
1836年，洛林的欧仁·施奈德和阿道夫·施奈德兄弟收购了当时正处于困境的勒克勒佐炼铁厂。当时其业务涉及钢铁、重工业、铁路、造船业。1891年，施耐德已成为专业武器制造商，并进军当时新兴的电力市场。
20世纪上旬，施耐德与当时国际电气集团──美国西屋公司结盟，从而拓展业务到发电站、电气设备、电力机车的制造。二次大战以后，施耐德停止武器制造，把重心放在建筑、钢铁、电力行业。
1981年施耐德由Didier Pineau-Valencienne掌舵，并着手公司改造，结束非战略性或亏损业务，但仍把重点放在电力工业上。为此，施耐德还进行几次战略并购：TE电器、实快电力、梅兰日兰分别于1988年、1991年、1992成为施耐德集团成员。为突出己身在电气领域的专长，公司于1999年改名为“施耐德电气”。
2007年2月14日，施耐德电气收购美国电力转换公司。
2017年9月，施耐德电气收购 AVEVA Group PLC，一家位于英国的工程和工业软件供应商，是1967年剑桥大学CAD中心和英国政府技术部共同创办的FTSE 100大企业，将工业软件资产整合到 AVEVA 的运营中。。
2018年，施耐德收购 Larsen & Toubro Electrical and Automation 以推动“印度制造”使命。
2020年，施耐德收购 ProLeiT AG，ProLeiT AG 是一家为啤酒厂 (Brewmaxx)、乳制品、制药、饮料和食品行业提供专业工业控制和 MES 软件的供应商，总部位于德国黑措根奥拉赫。
2020年9月，施耐德电气推出了一种新的智能设备，将帮助尼日利亚的配电公司修复电网故障，在中断后几分钟内恢复供电。
2022年9月，施耐德電气宣佈100%收購 AVEVA Group PLC

## 業務領域與產品
施耐德電機提供多元的電子、電機產品、物聯網等產品與解決方案，主要產品包括：斷路器（小型斷路器、空氣斷路器、模殼式斷路器、微型斷路器、熔絲斷路器）、隔離開關、中壓開關、不斷電系統、變頻器、馬達啟動器、接觸器、保護電驛 (繼電器)、突波保護器、PLC 可编程逻辑控制器、工業用軟體、燈光照明、IoT解決方案等等。

## EcoStruxure
於2016年，施耐德電機發表了使用Microsoft Azure建構的IoT物聯網平台 - EcoStruxure。
EcoStruxure跨越三個層面的六項領域並應用於四個終端市場。
- EcoStruxure 三個層面
  - 應用 Apps
  - 分析 Analytics
  - 服務 Services
- EcoStruxure 六項領域
  - 樓宇 Building
  - 配電 Power
  - IT
  - 機械 Machine
  - 工廠 Plant
  - 電網 Grid
- EcoStruxure 四個終端市場
  - 樓宇 Building
  - 資料中心 Data Center
  - 工業 Industry
  - 電網 Grid

2019年4月，施耐德電機推出開放式商業平台 - Schneider Electric Exchange。

## 產學合作
- 國立勤益科技大學 [11]
- 中國生產力中心 [12]
- 施耐德電機Go Green全球綠能創意競賽
  - 2021年清華大學化學工程學系的黃薏珊、動力機械工程學系張澤宇以「回收生活廢熱」的概念設計作品勇奪冠軍 [13]

## 相關企業
- APC：施耐德電機於2007年所併購的美國企業，主要銷售電源管理設備、不斷電系統、資料中心、IT伺服器設備等。[14]
- Pro-Face：專做人機介面相關產品的日本企業，於2002合併於施耐德電機旗下。[15]
- AVEVA：英國資訊科技服務公司。
- ASCO_Power_Technologies：美國企業，主要銷售轉換器等電力相關設備。
- Merlin_Gerin